# Prabhat Gurung
Prabhat Gurung (chinesisch 柏拔; * 14. Juli 2004) ist ein nepalesisch-hongkonger Fußballspieler.

## Karriere
Prabhat Gurung erlernte das Fußballspielen in der Jugendmannschaft vom Eastern AA in Hongkong. Hier unterschrieb er im Juli 2022 auch seinen ersten Profivertrag. Der Verein spielt in der ersten Liga, der Hong Kong Premier League. Sein Profidebüt gab Prabhat Gurung am 27. August 2022 (1. Spieltag) im Heimspiel gegen den Tai Po FC. Hier wurde er beim 0:0 in der 86. Minute für Ho-Chun Wong eingewechselt. In seiner ersten Spielzeit bestritt er neun Erstligaspiele.